# El Aguilar
El Aguilar – miasto w północnej Argentynie, w prowincji Jujuy. W 2001 roku miasto liczyło 3 655 mieszkańców. Leży w Andach, na wysokości 4895 m n.p.m.